# 比尔·马奥尼
比尔·马奥尼（英語：Bill Mahony，1949年9月16日—），加拿大男子游泳运动员。他曾代表加拿大参加1968年和1972年夏季奥林匹克运动会游泳比赛，其中1972年奥运会获得一枚铜牌。